# Anne Shelton (hovdam)
Anne Shelton, född 28 november 1475, död 6 januari 1556, var en engelsk hovfunktionär.   Hon var faster och hovdam till Englands drottning Anne Boleyn.
Hon var syster till Thomas Boleyn, 1:e earl av Wiltshire och gift med Sir John Shelton. 
Efter att hennes brorsdotter gifte sig med kungen 1533, utnämndes hon till hovdam för kungens dotter i första äktenskapet, Maria I av England. Maria placerades i det hushåll som tillhörde hennes halvsyster Elisabet I av England, och Anne Sheltons make utsågs till Elisabets hovmästare, vilket gjorde att paret tillsammans fick ansvaret för kungens döttrar. 
Anne Shelton tillhörde den grupp på fem kvinnor som utsågs att betjäna Anne Boleyn under hennes fångenskap i Towern 1536. Efter Anne Boleyns avrättning förlorade Anne Shelton sin anställning vid hovet.  